# Agathis melpomene
Agathis melpomene är en stekelart som beskrevs av Nixon 1986. Agathis melpomene ingår i släktet Agathis och familjen bracksteklar. Inga underarter finns listade i Catalogue of Life.